# Кічера (селище міського типу)
Кічера (рос. Кичера) — селище міського типу Північно-Байкальського району, Бурятії Росії. Входить до складу Міського поселення селище Кічера.
Населення — 1218 осіб (2015 рік).